# Артемьевский сельский округ
Артемьевский сельский округ — административно-территориальная единица в Тутаевском районе Ярославской области России. Образован, как и остальные округа, после областной административно-территориальной реформы в 2002 году. Административный центр округа — деревня Емишево. 
В административных границах Артемьевского  и Николо-Эдомского сельских округов образовано 1 января 2005 года муниципальное образование сельское поселение  Артемьевское, в соответствии с законом Ярославской области № 65-з от 21 декабря 2004 года «О наименованиях, границах и статусе муниципальных образований Ярославской области».

## Населённые пункты
На территории сельского округа находятся 28 населённых пункта.
| №  | Населённый пункт | Тип населённого пункта          | Население |
| -- | ---------------- | ------------------------------- | --------- |
| 1  | Антифьево        | деревня                         | ↗30       |
| 2  | Артемьево        | деревня                         | ↗74       |
| 3  | Безмино          | деревня                         | ↘7        |
| 4  | Вышницы          | деревня                         | ↗11       |
| 5  | Голенищево       | деревня                         | ↘0        |
| 6  | Емишево          | деревня, административный центр | ↘340      |
| 7  | Есюки            | деревня                         | ↗11       |
| 8  | Ильинское        | деревня                         | ↘41       |
| 9  | Калошино         | деревня                         | →0        |
| 10 | Клинцево         | деревня                         | ↘2        |
| 11 | Красинское       | деревня                         | ↗9        |
| 12 | Кузилово         | деревня                         | ↗12       |
| 13 | Лазарцево        | деревня                         | ↘12       |
| 14 | Лыкошино         | деревня                         | ↘8        |
| 15 | Манцурово        | деревня                         | ↘0        |
| 16 | Мартыново        | деревня                         | ↗7        |
| 17 | Мишаки           | деревня                         | ↘20       |
| 18 | Никифорово       | деревня                         | ↗5        |
| 19 | Новоселки        | деревня                         | ↘4        |
| 20 | Олешково         | деревня                         | →0        |
| 21 | Парфенково       | деревня                         | →0        |
| 22 | Погост           | деревня                         | →0        |
| 23 | Подлесное        | деревня                         | ↗11       |
| 24 | Рыково           | деревня                         | ↘13       |
| 25 | Сущево           | деревня                         | ↗2        |
| 26 | Уварово          | деревня                         | →0        |
| 27 | Шелково          | деревня                         | ↘12       |
| 28 | Шеломки          | деревня                         | →0        |